# K.k. I. Staatsgymnasium Czernowitz
Das k.k. I. Staatsgymnasium Czernowitz war ein österreichisches Gymnasium in Czernowitz. An gleicher Stelle befindet sich heute die Skola nr. 1, etwa 50 m westlich vom Rathaus in der M. Eminescu-Straße.

## Geschichte
Mit Galizien und Siebenbürgen sollte die Bukowina die Habsburgermonarchie im Osten abrunden. Das östlichste Kronland hatte nur Normalschulen in Czernowitz, Suczawa, Sereth und Radautz. Das Lemberger Gubernium wollte in Czernowitz ein sechsklassiges Gymnasium errichten. Die Studienhofkommission in Wien genehmigte ein Landgymnasium mit fünf Klassen und einem zweijährigen philosophischen Lehrkurs. Die Radautzer Schule wurde als Klerikalschule nach Czernowitz verlegt. Das Gymnasium wurde mit 24 Schülern am 16. Dezember 1808 von Franz II. eröffnet. Primäres Ziel war die gediegene Ausbildung des griechisch-orthodoxen Klerus. Nachgeordnet war die (rückständige) Bildung der Bevölkerung. Bischof Daniel Wlachowicz überwachte die klerikale Bildung.
1812/13 war die Schule ein vollständiges fünfklassiges Landgymnasium. Von Wien und Lemberg wurde die hinlängliche Beherrschung der deutschen Sprache verlangt. Unterrichtet wurde Latein in 9, Geographie und Geschichte in 3, Naturgeschichte und Naturlehre in 2 und Griechisch (als Vorbereitung für Medizin und Theologie) in 2 Stunden. Deutsch wurde in den ersten drei Klassen parallel zum Lateinunterricht gegeben. Für 90 Lehrstunden standen 5 Lehrer zur Verfügung. Auch in Mathematik war die Unterrichtssprache Latein. Griechisch wurde ab der 3. Klasse anhand einer Chrestomathie unterrichtet.
Der jeweilige Kreishauptmann war auch Direktor der Schule; die ersten waren Joseph von Stutterheim und Hofrat von Platzer. Als Unterkunft des ersten Jahrgangs diente ein gemietetes Zimmer. 1816/17 besuchten Franz II. (HRR) (Franz I.) und Karoline Auguste von Bayern die Schule. Zu Beginn des Schuljahres 1817/18 zog die Schule von der alten Regimentskanzlei in ein Gebäude des Lyceums. Auch die einfachen Bevölkerungsschichten fassten immer mehr Vertrauen in die Schule. Dem heftigen Erdbeben am 9. Mai 1822 fiel ein Lehrer zum Opfer.
Im September 1850 wurde zum ersten Mal die Matura in Czernowitz abgenommen. Im Dezember 1857 rückte die Anstalt von der niedrigsten auf die höchste Rangstufe. Unter ihren Besuchern waren Agenor Gołuchowski der Ältere (1850) und Franz Joseph I. (1851). 1859 hatte das Gymnasium 622 Schüler. Auf Ersuchen des griechisch-orthodoxen Konsistoriums erteilte Wolf den griechisch-orthodoxen Religionslehrern eigenmächtig die Erlaubnis, in rumänischer Sprache zu unterrichten. Das Kultusministerium deckte die Entscheidung. Mit Erlass vom 11. November 1872 wurden für den griechisch-orthodoxen Religionsunterricht zwei Lehrer bestellt. Der eine erteilte ihn in Rumänisch, der andere in Ruthenisch. Ab 1873 wurde auch der griechisch-katholische Unterricht (in vier Klassenstufen) in Ruthenisch gegeben. Mit Staatserlass vom 9. Oktober 1864 wurde die Trennung des rumänischen Sprachunterrichts für rumänische und nichtrumänische Schüler genehmigt.
Nachdem 1875 die Franz-Josephs-Universität gegründet worden war, wollten die meisten Schüler Rechtswissenschaft, Philosophie und Theologie studieren. Im Schuljahr 1880/81 hatte das Gymnasium 832 Schüler. Unterrichtet wurde Deutsch, Latein, Ruthenisch und Rumänisch, zeitweilig auch Armenisch, Englisch und Italienisch. 1885 wurde der Antrag auf Genehmigung von Schülermützen abgelehnt und der Besuch von Studentenverbindungen in Czernowitz verboten. Nach dem Besuch von Paul Gautsch von Frankenthurn (1887) erhielt die Schule einen Erweiterungsbau. Bei den steigenden Schülerzahlen reichte der Platz trotzdem bald nicht mehr. Zu Beginn des Schuljahres 1896/97 wurde das lang ersehnte Untergymnasium (II. Staatsgymnasium) unter Vinzenz Faustmann eingeweiht.
Trotzdem hatte die Schule zur Jahrhundertwende gut 900 Schüler. Deshalb ließ der Kultusminister Wilhelm von Hartel 1901/02 in Czernowitz eine Filialanstalt errichten. Dort wurde Latein auf Rumänisch, in der Mutteranstalt auf Deutsch unterrichtet. Nach 5 Jahren wurde die Filialanstalt als III. Staatsgymnasium selbständig.
Nachdem von der Schule zwei Zweiganstalten für Ruthenen und Rumänen abgetrennt worden waren, wurde auch der entsprechende Sprach- und Religionsunterricht aufgegeben.

### Direktoren
- Alois von Stutterheim (1817–1823)
- Josef von Maltschek (bis 1843)
- Anton Kral (1844–1849)[1]
- J. Nahlowsky (1850–1852)[2]
- Anton Joseph Kahlert (1852–1859)[3]
- Stephan Wolf (1859)
- Christof Würfl
- Karl Tumlirz (1892–1894)
- Heinrich Klauser (1895)
- Karl Wolf (1910–1918)

Jahresbericht 1844
Kral
Nahlowsky
Kahlert
Wolf
Würfl
Tumlirz
Klauser

### Lehrer
- Theoktist Blažewicz (1807–1879)
- Adolf Ficker (1816–1880)
- Demeter Isopescul (1839–1901)
- Josef Kolbe (1825–1897)
- Adalbert von Mikulicz, Bruder von Johann von Mikulicz
- Ernst Rudolf Neubauer (1828–1890)
- Anton Polaschek
- Aron Pumnul (1818–1866)
- Basil von Repta (1842–1926)
- Ludwig Adolf Staufe-Simiginowicz (1832–1897)
- Alexander Supan (1847–1920)
- Wilhelm Vysloužil (1832–nach 1908)[4]

Lehrerkollegium 1878
Lehrerkollegium 1908

### Schüler

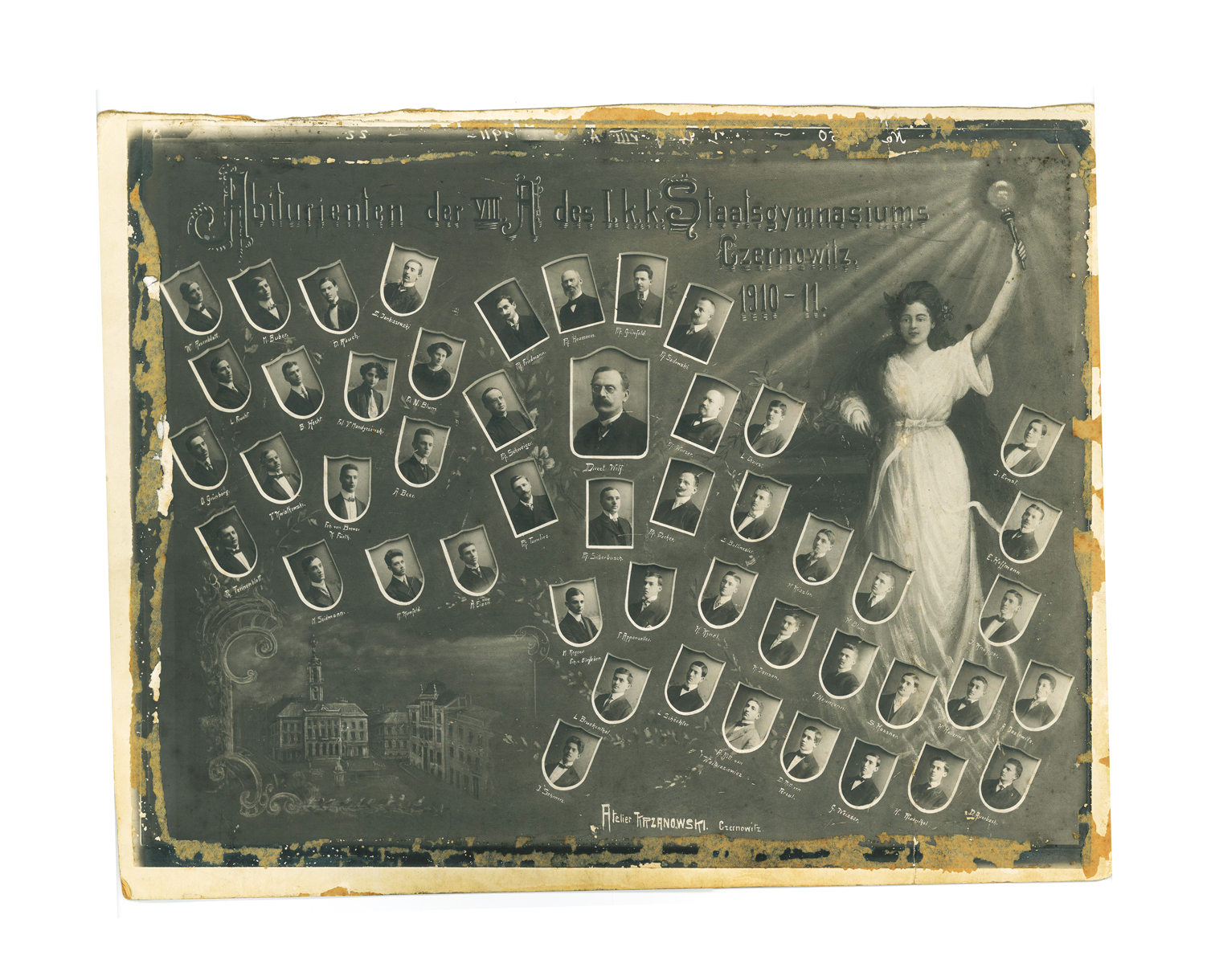
Maturantenjahrgang 1910/11

- Basil Mitrofanowicz (1831–1888), Theologe und Hochschullehrer
- Ludwig Adolf Staufe-Simiginowicz (1832–1897), deutschsprachiger Dichter
- Isidor Worobkiewicz (1836–1903), Schriftsteller, Komponist und Ethnograf
- Horaz Krasnopolski (1842–1908), Rechtswissenschaftler in Prag
- Basil von Repta (1842–1926), griechisch-orthodoxer Theologe, Erzbischof von Czernowitz
- Karl Emil Franzos (1848–1904), Schriftsteller und Publizist
- Mihai Eminescu (1850–1889), Schriftsteller
- Johann von Mikulicz (1850–1905), Chirurg und Hochschullehrer
- Eduard Reiss (1850–1907), Jurist und Bürgermeister von Czernowitz
- Jonél Kalinczuk (1856–1934), Arzt und Schriftsteller
- Eugen Kozak (1857–1933), Kirchenslawist
- Eusebius Mandyczewski (1857–1929), Musikwissenschaftler und Komponist
- Theodor Tarnawski (1859–1914), griechisch-orthodoxer Theologe
- Carl Grünberg (1861–1940), Ökonom, Wirtschaftshistoriker, Soziologe und Jurist
- Adolf Deutsch (1867–1943), Arzt, Psychoanalytiker und Freimaurer in Wien
- Nikolaus von Wassilko (1868–1924), Großgrundbesitzer, Politiker und Diplomat
- Nikolaus von Flondor (1872–1948), Großgrundbesitzer und Politiker
- Josef Fuglewicz (1876–1972), Bergbauingenieur, Rektor der Montanistischen Hochschule Leoben
- Thaddäus von Dobrowolski (1902–1966), Hochschullehrer für Chemie

## Rumänisierung

Saxonia (1922)

Nach dem Krieg rumänisiert, erhielt das Gymnasium den Namen Liceul „Aron Pumnul“.
Alle nichtrumänischen Schüler wurden anderen Schulen zugewiesen. 1903 entstand die Schülerverbindung Germania, 1906 Saxonia, 1922 die katholische Buchengau.